# Манастир Петковица код Страгара
Манастир Петковица или Петковица Рудничка припада епархији шумадијској Српске православне цркве. Манастирска црква истоименог манастира подигнута највероватније у другој половини 13. века и представља непокретно културно добро као споменик културе од великог значаја.

## Историја
Према стилским одликама фреско сликарства постојање манастира је датовано за крај 13. века, у време владавине краља Драгутина. На постојање манастира у то време потврђује и надгробна плоча са натписом у коме се каже: „Лета 6887 (1379) умре раб Божи монах Доментијан звани…. Димитрије…“, сведочи да манастир Петковица постоји као мушки манастир у доба владавине кнеза Лазара.
Археолошким истраживањима 1968. и 1969. године је утврђено да је црква рађена у две фазе: наос, зидани иконостас и старији слој живописа су из последње деценије 13. века, а нартекс, јужни параклис и фреске на западном зиду цркве и источном зиду припрате су из друге половине 14. века.

## Изглед цркве
Црква је грађевина скромних димензија, правоугаоне основе са полукружном олтарском апсидом. Ђаконикон и проскомидион призидани су уз зидове олтара. Основа припрате је правоугаона и замишљена је као двоспратна кула са звонаром на врху. Уз јужни зид цркве је био мали параклис.
Од старијег живописа очувано је само попрсје Христа Пантократора у лунети изнад улаза из припрате у наос. Овај живопис је дело врсног сликара и доброг познаваоца византијског сликарства. Млађи слој фресака настао је крајем 14. века, а делимично је очуван. Стилска одлика овог сликарства је наглашен цртеж и богат колорит.
Манастир је обновљен и освећен 2004. године

## Археолошка истраживања
Током опсежних археолошких истраживања 1956. године откривени су остаци цркве која је након завршених истраживања потпуно реконструисана на старим темељима.
Имала је три архитектонске фазе. У првој је била једнобродна грађевина, засведена полуобличастим сводом. Другој фази припада припрата сазидана на западној страни крајем 14. века, а трећој параклис дозидан са јужне стране цркве. Цела грађевина је зидана од обичног, грубо тесаног камена. Свод цркве је био потпуно порушен, а на неким деловима су пронађени остаци фресака. У ниши изнад улазних врата у наос, налазе се фрагменти фреске са представом Исуса Христа, док су од млађег слоја живописа остали очувани фрагменти  Успења  на западном зиду наоса. Старији слој живописа потиче из  друге половине 13. века, па се тако сматра да и црква потиче из тог периода. Млађи слој живописа потиче из прве половине 14. века и стилски је сродан сликарству Милутинових задужбина.
Током археолошких истраживања 1968. године, око цркве су утврђена два нивоа сахрањивања у два дужа временска периода. Млађу фазу карактеришу надгробне плоче од локалног камена са по једним каменом вертикално пободеним у земљу на западном и источном крају надгробника. Старијој фази сахрањивања припадају надгробне плоче откривене 0,40m дубље од надгробника из млађег периода.